# Fernando Foix
Fernando Foix Fabregat (Benicarló, 12 de febrer de 1985) és un dissenyador i artista faller valencià. Malgrat ser enginyer tècnic industrial en Mecànica té com a ocupació principal la creació de Falles, Fogueres i productes artístics com cartells, il·lustracions i portades de publicacions com llibrets per a comissions falleres. Els seus inicis al món de les creacions efímeres valencianes està vinculat a l'obrador de l'artista Ignacio Gasulla.
La seua trajectòria professional com a dissenyador està molt vinculada a la creació de cartells per esdeveniments festius com L'Anunci de Morella, l'Estel del Collet, les Falles de Benicarló en 2013 i 2019, i també el cartell anunciador de les Falles de València 2013. Ha il·lustrat novel·les i ha creat portades de llibret per a diverses comissions falleres. En aquest apartat també ha fet esbossos per altres artistes fallers com Jose Lafarga, Paco Giner o Pasky Roda entre d'altres. Els seus treballs també poden trobar-se a les primeres planes de revistes de temàtica fallera com Cendra. Alguns d'aquests encàrrecs els realitza junt a Jose Avila Beltrán.
En 2012 signa la seua primera Falla infantil a la localitat d'Almussafes per la comissió Mig Camí amb el lema "Imagina". Tres anys després crearà a Benicarló i per la comissió Els Cremats la seua primera Falla gran que amb el lema "Benicarló 2.0" obtindrà el màxim reconeixement de la festa fallera de la localitat. El mateix reconeixement li arribarà per la infantil a la mateixa ubicació aconseguint un destacable doblet. Al mateix 2015 ofereix Falles infantils a la ciutat de València a l'encreuament d'Illes Canàries amb Dama d'Elx. Sant Vicent - Periodista Azzati i Bisbe Amigó - Conca comptaran amb Foix al Cap i Casal. Després del seu pas per aquesta última donarà el sal a la Secció Especial de les Falles de València amb "L'heure bleue" plantada a la demarcació de Duc de Gaeta - Pobla de Farnals, on continua en 2020. El seu palmarés es completa amb tres Ninots Indultats de les Falles de Benicarló aconseguits als anys 2016 i 2018 amb Els Cremats i en 2019 amb La Paperina.
La seua acurada tècnica el du a desenvolupar la seua creativitat esculptòrica amb mètodes pròxims a la indústria de l'animació descomponent els seus ninots en diferents elements similars als props emprats en stop-motion. En les obres de Fernando Foix es poden trobar referents de la cultura popular, de corrents artístiques com l'Art Nouveau o temàtiques dedicades per complet a l'àmbit local de Benicarló.
Pel que fa a les Fogueres d'Alacant, l'artista del Baix Maestrat ofereix la seua primera foguera infantil en 2016 al districte de Parc de les Avingudes, on continuarà també a l'any següent. En 2018 es produeix el salt a categoria especial junt a Grego Acebedo a Baver - Els Antigons amb "Trappist-1", un treball de caràcter futurista amb una composició completament aèria que gaudirà d'una excel·lent acollida fent-se amb el segon premi. Aquesta parella artística repetirà al següent exercici amb la mateixa comissió, però en aquesta ocasió comptant amb el disseny de Carlos Corredera. Es fan amb el ninot indultat i continuen en el pòdium amb "Un gir copernicà", foguera que mostra a xiquetes i xiquets les diferents maneres d'encarar la realitat des d'una perspectiva d'igualtat i pluralitat que es donen a la societat.
Al llarg de la seua carrera artística rep guardons com el Premi Salvador Debón atorgat per la comissió Plaça del Doctor Collado a l'artista revelació i altres distincions a ninots seus com el Premi Ros Belda atorgat per la Federació de Falles amb Especial Enginy i Gràcia. Aquest dos últims anys ha obtés el màxim guardo Infantil a Silla, tant amb el seu projecte Origen com en el seu novedós Europa. Aconseguint també els guardons als millors ninots infantils tots dos amb la Falla Port de Silla.